# Nel Wateler
Cornelia Christina (Nel) Wateler (Driebergen, 15 oktober 1886 - Obdam, 26 december 1971) was een lid van de Nederlandse verzetsgroep Groep 2000 tijdens de Tweede Wereldoorlog. Tevens was zij de levenspartner van verzetsvrouw Jacoba van Tongeren. Als verpleegkundige speelde ze een leidende rol binnen de medische activiteiten van Groep 2000.

## Leven voor de oorlog
Ze was dochter van Henricus Martinus Wateler en Maria Susanna Weber. Ze was tussen 1906 en 1912 enige tijd verpleegster in het Julianaziekenhuis in de Ter Haarstraat, Amsterdam Oud-West; ze verhuisde in dat jaar naar Bussum. In die periode haalde zij ook haar examen verpleegster. 
Al voor de oorlog leerde ze (mede)verpleegkundige Jacoba van Tongeren kennen in de lighallen in Amersfoort, waar Jacoba kuurde voor een streptokokkeninfectie. Later werd Nel opnieuw verpleegkundige, dan werkzaam bij de tuberculosebestrijding in Amsterdam, waar ze vanaf 1937 met Jacoba samenwoonde.

## Werkzaamheden binnen Groep 2000
Nel Wateler was vanaf het ontstaan in 1940 lid van Groep 2000, opgericht door Jacoba van Tongeren. Binnen de groep had Wateler de codenaam '2300'. Als verpleegkundige had ze een leidende functie binnen de EHBO-posten die de groep oprichtte. Daarnaast fungeerde Nel als schakel tussen Jacoba en de overige leden van Groep 2000. Ze zorgde ervoor dat Jacoba waar nodig haar rust pakte door contacten en groepsgenoten te woord te staan of buiten de deur te houden. Daarnaast camoufleerde ze de activiteiten van Jacoba voor argwanende buurtgenoten en belangstellenden.

## Leven na de oorlog
Na de oorlog zorgde Nel voor Jacoba, wier gezondheid was verslechterd; ze woonden samen in de Antillenstraat (45). Samen verhuisden ze naar Bergen in 1955. Na de dood van Jacoba verhuisde Nel naar Huize Buitenzorg, een verzorgingshuis in Obdam, waar ze in 1971 overleed. Ze werd begraven op de Algemene begraafplaats Bergen aan de Kerkedijk in Bergen.